# Саноатчилар
40°38′50″ пн. ш. 72°36′08″ сх. д. / 40.64722° пн. ш. 72.60222° сх. д.
Саноатчилар (до 1994 року — Кіров; в 1994—2013 — Ґулістан; узб. Саноатчилар, Sanoatchilar) — міське селище в Узбекистані, в Ходжаабадському районі Андижанської області.
Статус міського селища з 2009 року.